# Embalse de Borén
El embalse de Borén se encuentra en la cuenca alta del río Noguera Pallaresa, a los pies de la población de Borén, que pertenece al término municipal del Alto Aneu. 
El pantano se encuentra entre los kilómetros 132 y 133 de la carretera C-147, entre Esterri de Aneu y la pequeña población de Borén, que solo posee 18 residentes, aunque el número de casas, habitadas estacionalmente, es mayor.
Este pequeño embalse de solo 11 ha se construyó con la finalidad de llevar agua mediante un canal a la central hidroeléctrica de Esterri de Aneu, que pertenece a Endesa Generación.
En la cola del pantano, junto al pueblo, hay una pequeña zona húmeda protegida por el Plan de Espacios de Interés Natural Alto Pirineo y la Red Natura 2000, de la Unión Europea. Sin embargo, las oscilaciones del nivel del agua limitan las condiciones del humedal, que se limita a la presencia de algunos sauces y álamos.
Entre los años 1960 y 1995 se tomaron datos del embalse que revelan una media en la reserva anual de agua de 0,5 hm³, con una variación mínima de 0,1 hm³. La aportación media anual del río es de 113,5 hm y la precipitación media anual en la zona de 1260 mm. El año 2007 se colocaron unas compuertas de aliviadero en la presa de Borén y se modernizó toda la instalación hasta la Central Hidroeléctrica de Esterri.
La presa de Borén envía 21 m³/s de agua a la Central Hidroeléctrica de Esterri de Aneu, situada a 5 kilómetros. El salto desde el final del canal hasta la central es de 143,4 metros. Asimismo, la central recibe agua del salto de Unarre, con un desnivel de 480,35 m y un caudal de 2 m³/s. La potencia generada por el salto de Borén es de 27,5 MW, y la del río Unarre de 9,2 MW.